# جایزه بزرگ سوئیس ۱۹۵۴
جایزه بزرگ سوئیس ۱۹۵۴ (انگلیسی: ‎1954 Swiss Grand Prix‎) یک مسابقهٔ موتوری در رشتهٔ اتومبیل‌رانی فرمول یک بود که در تاریخ ۲۲ اوت ۱۹۵۴ در پیست برمگارتن واقع در برن، سوئیس برگزار شد. این گراند پری در میان ۹ گراند پری در فصل ۱۹۵۴، مسابقهٔ شمارهٔ ۷ بود.
در این مسابقه که در ۶۶ دور و به مسافت ۴۸۰٫۴۸۰ کیلومتر (۲۹۸٫۵۵۶ مایل) برگزار شد، پول پوزیشن توسط خوزه فریلان گونزالز کسب شد و سریع‌ترین زمان برای طی یک دور پیست که برابر با ۲:۳۹٫۷ بود نیز توسط خوان مانوئل فانخیو به ثبت رسید.
خوان مانوئل فانخیو از تیم مرسدس، خوزه فریلان گونزالز از تیم فراری و هانس هرمان از تیم مرسدس به‌ترتیب مقام‌های اول تا سوم مسابقه را کسب کردند.

## رده‌بندی قهرمانی پس از مسابقه
| رده‌بندی قهرمانی رانندگان \| \| جایگاه \| راننده \| امتیاز \| \| -------- \| ------ \| ------------------- \| ---------- \| \| \| ۱ \| خوان مانوئل فانخیو \| ۴۲ (۴۵۱⁄۷) \| \| \| ۲ \| خوزه فریلان گونزالز \| ۲۳۹⁄۱۴ \| \| \| ۳ \| ماریس ترینتیگنانت \| ۱۵ \| \| \| ۴ \| مایک هاثورن \| ۱۰۹⁄۱۴ \| \| \| ۵ \| کارل کلینگ \| ۱۰ \| \| منبع:[۱] \| \| \| \| |        |                     |            |
| | جایگاه | راننده              | امتیاز     |
| | ۱      | خوان مانوئل فانخیو  | ۴۲ (۴۵۱⁄۷) |
| | ۲      | خوزه فریلان گونزالز | ۲۳۹⁄۱۴     |
| | ۳      | ماریس ترینتیگنانت   | ۱۵         |
| | ۴      | مایک هاثورن         | ۱۰۹⁄۱۴     |
| | ۵      | کارل کلینگ          | ۱۰         |
| منبع: |        |                     |            |

یادداشت
- تنها پنج جایگاه نخست از هر رده‌بندی نمایش داده شده‌است.